# Arcos (Tabuaço)
Arcos is een plaats (freguesia) in de Portugese gemeente Tabuaço en telt 206 inwoners (2001).